# Jacques Delmas de Grammont
Pour les articles homonymes, voir Delmas et Grammont.
Ne doit pas être confondu avec le ministre et duc Agénor de Gramont
 (septembre 2022).
Jacques Delmas de Grammont, né le 22 juillet 1796 à La Sauvetat-du-Dropt et mort le 13 juin 1862 à Miramont-de-Guyenne (Lot-et-Garonne), est un militaire et homme politique français.
Député sous la Deuxième République, il est passé à la postérité pour avoir fait adopter par l'Assemblée nationale législative, le 2 juillet 1850, la première loi de protection animale en France, à laquelle on se réfère par son nom, la loi Grammont.

## Biographie
Jacques Philippe Delmas de Grammont naît le 22 juillet 1796 à La Sauvetat-du-Dropt (Lot-et-Garonne),.
Il commence sa carrière de militaire en 1812, puis devient officier de cavalerie en 1814. Il participe à la colonisation en Afrique sous la monarchie de Juillet. Après différentes affectations, il parvient en 1840 au grade de colonel du 8e régiment de hussards.
Il est nommé général en décembre 1848 par le président de la Deuxième République nouvellement élu, Louis-Napoléon Bonaparte, qui lui confie le commandement du département de la Loire mis en état de siège[pourquoi ?][pas clair].
Lors des élections législatives de mai 1849, il est élu député dans ce même département en l'emportant face au candidat socialiste. Au cours de son mandat à l'Assemblée nationale législative, qui débute le 22 juillet 1849, il vote constamment avec le Parti de l'Ordre (droite, majoritaire). Il plaide pour la création d'une banque foncière ainsi que pour le transfert à Versailles du siège du gouvernement et de l'Assemblée nationale, mais il est surtout célèbre pour avoir fait adopter le 2 juillet 1850, la loi dite loi Grammont dont l'article unique est : « Seront punis d'une amende de cinq à quinze francs, et pourront l'être d'un à cinq jours de prison, ceux qui auront exercé publiquement et abusivement des mauvais traitements envers les animaux domestiques. La peine de prison sera toujours appliquée en cas de récidive ». Elle sera complétée par la loi no 51-461 du 24 avril 1951 puis sera abrogée par le décret no 59-1051 du 7 septembre 1959 qui sanctionne la cruauté envers les animaux domestiques, y compris dans le cadre privé.

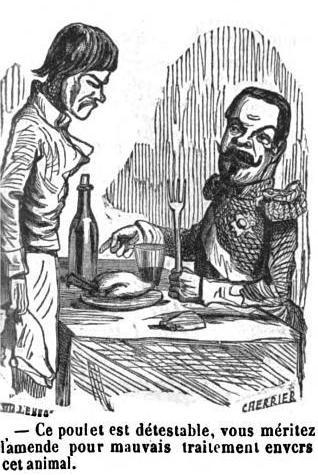
Caricature du général Delmas de Grammont par Quillenbois (La Mode, 1850).

Peu de temps après ce vote, il préside pendant un temps la Société protectrice des animaux (SPA), fondée quelques années plus tôt, en 1845, par les médecins Pierre Dumont de Monteux et Étienne Pariset.
Officier de cavalerie, il fonde en 1850 la Ligue française pour la protection du cheval[réf. nécessaire], une association qui existe toujours.
Il soutient Louis-Napoléon Bonaparte, devenu Napoléon III. Après le coup d'État du 2 décembre 1851, il figure ainsi sur la liste de la commission consultative[Quoi ?], puis est nommé général de division en 1853.
Il meurt le 13 juin 1862 à Miramont-de-Guyenne (Lot-et-Garonne).

## La loi Grammont
« Il est frappant de constater qu'en France aussi bien qu'en Espagne, jusqu'au XXe siècle les opposants aux courses de toros n'envisageaient de les interdire que pour protéger des vies humaines dangereusement exposées »,[Selon qui ?]. Le préfet François Dalphonse déclarait, à Nîmes le 2 messidor an XII (octobre 1804), pour justifier cette interdiction avant la loi Grammont : « [...] considérant que la course des bœufs est la cause d'évènements dont l'humanité n'a que trop souvent à gémir, nous l'interdirons ici. »

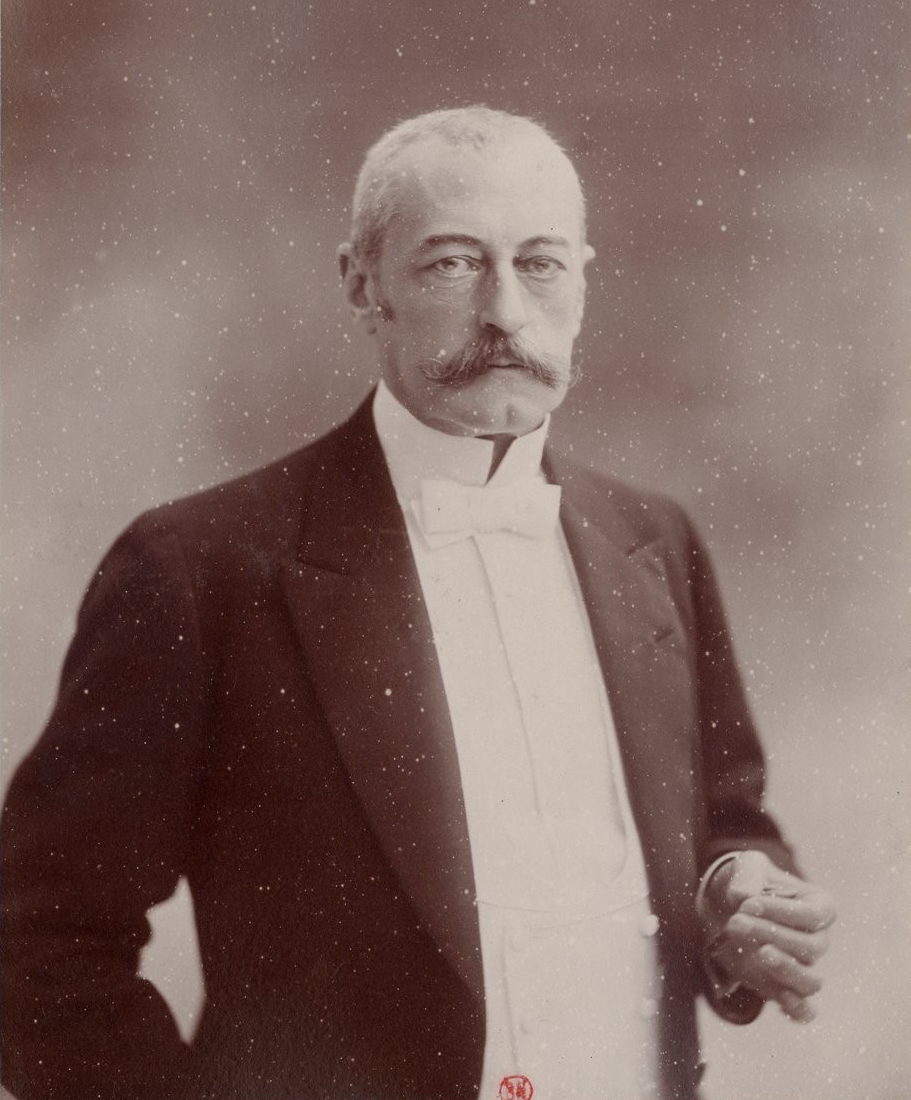
Pierre Waldeck-Rousseau.

À l'origine, le texte de la loi Grammont de 1850 ne visait pas les corridas, bien que la SPA ait tenté de les faire supprimer en arguant que le taureau était un animal domestique, car élevé par l'homme dans des enclos réservés à cet effet. Ce n'est qu'en 1884 que le ministre de l'Intérieur, Pierre Waldeck-Rousseau, donna des instructions pour que le texte soit appliqué aux corridas. Le 16 février 1895, un arrêt de la Cour de cassation jugeait le taureau de combat comme animal domestique, et ce faisant, le faisait entrer dans le champ d'application de la loi Grammont.
Gaston Doumergue, grand aficionado, s'insurgea publiquement de ce que le sort de l'homme importât moins aux âmes sensibles que celle du taureau de combat. Il s'écria en plein Parlement en 1890 : « On comprend que les hommes aient si peu d'amis quand les animaux en ont tant! »

### Différentes révisions
L'arrêt de 1895 est suivi plus tard d'un arrêt du 13 juin 1932 qui confirme la décision de 1895 mais, sous la pression populaire, la corrida est tolérée par la suite jusqu'en 1950. Ce n'est que le 24 avril 1951 qu'un alinéa stipule « la présente loi n'est pas applicable aux courses de taureaux lorsqu'une tradition ininterrompue peut être évoquée ».
Il y aura encore de multiples arrêts consécutifs à des actions en justice qui, tous, préciseront la notion de tradition : cour d'appel d'Agen (10 janvier 1996), cour d'appel de Toulouse (10 janvier 2000) suivis des jurisprudences de Toulouse en 2003 et de celle de Riuemes en 2006, de Toulouse en 2003 et 2006,.

### Juridiction européenne
« Le Parlement européen a considéré, à l'époque de l'adhésion de l'Espagne et du Portugal, que la tauromachie n'était pas concernée par la négociation [...], mais le traité de l'Union européenne a introduit dans le système institutionnel communautaire des principes nouveaux de subsidiarité et de proportionnalité [...]. Principes qui se révèlent non dépourvus d'ambiguïté et qui amèneront la Cour de justice des communautés européennes à trancher le débats en cas de conflit »[Selon qui ?][Quand ?].
En clair, il semble que l'Europe se refuse, pour le moment[Quand ?], à intervenir dans le domaine des courses de taureaux, laissant l'extension des pouvoirs à certaines régions[pas clair].
De même, les combats de coqs existent encore en Martinique.

## Distinction
Grand officier de la Légion d'honneur (1857)